# Fanes
Fanes (en llatí Phanes, en grec antic Φάνης) fou un militar grec nascut a Halicarnàs i amb gran experiència militar, que va estar al servei del faraó Amosis II d'Egipte i del que es va separar per posar-se al servei de Cambises II de Pèrsia.
Quan Cambises va envair Egipte, els mercenaris grecs i caris al servei dels egipcis, van matar als fills de Fanes en presència del seu pare, i van beure la seva sang, segons Heròdot.